# Ruch Demokratycznej Odnowy (Liban)
Ruch Demokratycznej Odnowy (Tajaddod) – libańska partia polityczna założona w 2001 roku przez Nassiba Lahouda. Jej członkowie weszli do Zgromadzenia Kurnet Szehwan, będącego częścią Sojuszu 14 Marca. Obecnie nie posiada przedstawicieli w Zgromadzeniu Narodowym.